# Tractat de Tui
El tractat de Tui es va realitzar al 1137 entre Alfons VII de Lleó i seu cosí, l'infant Alfons Enric, del Primer Comtat de Portugal com a terme de les hostilitats entre ells, i del qual resta una notícia a Tui. Segon sembla, Alfons Enric, sabent que el seu cosí es trobava en mala posició en el conflicte amb el rei de Navarra, aprofità l'oportunitat per a, d'acord amb ell, entrar amb el seu exèrcit a Galícia, i prengué Tui, es feu amb alguns castells per traïció de qui els defensava i causà estralls a la zona. Alfons VII va recuperar la vila de Tui.
En aquest tractat, Alfons Enric va prometre a Alfons VII, que acabava de proclamar-se Imperator totius Hispaniae, «fidelitat, seguretat i auxili contra els enemics»
Alguns autors consideren que Alfons Enric, en el seguiment de la política d'independència del seu pare, evità qualsevol acte que el dugués a la subordinació al cosí. Alfons Enric mai va reconèixer el cosí com a emperador, i aquest tampoc va invocar aquest fet en les relacions amb Portugal, però que el rei de Lleó i Castella no renunciava a la supremacia ho mostra la protesta que dirigí a Eugeni III en el Concili de Reims (1148) i la intransigència amb què lluità fins a la fi de la seua vida per la primacia eclesiàstica de Toledo.